# موغل
موغل (به عربی: موغل) یک شهرداری در الجزایر است که در ناحیه لحمر واقع شده‌است. موغل ۶۴۰ کیلومتر مربع مساحت و ۶۳۵ نفر جمعیت دارد و ۱٬۰۲۶ متر بالاتر از سطح دریا واقع شده‌است.